# Bulbophyllum dschischungarense
Bulbophyllum dschischungarense är en orkidéart som beskrevs av Rudolf Schlechter. Bulbophyllum dschischungarense ingår i släktet Bulbophyllum och familjen orkidéer. Inga underarter finns listade i Catalogue of Life.